# ألش أوردا
ألش أوردا (بالقازاقية: Алаш Орда) هو الاسم المؤقت للحكومة الكازاخستانية من تاريخ 13 ديسمبر 1916 حتى 26 أغسطس 1920.

## اقرأ أيضًا
- جمهورية شمال القوقاز الجبلية